# The Face Thailand (mùa 6)
The Face Thailand, Mùa 6 là một cuộc tìm kiếm người mẫu và diễn viên nổi tiếng nhất của Thái Lan. Chương trình đã quay trở lại sau 6 năm và trong mùa giải này sẽ chỉ có các thí sinh nữ thi đấu với nhau.
Vào ngày 9 tháng 4 năm 2025, trên trang Facebook chính thức của chương trình đã thông báo về mùa giải mới cùng với 3 vị mentor bao gồm Maria Poonlertlarp sẽ quay lại mùa giải này cùng với 2 mentor mới là Anntonia Porsild & Pancake Khemanit. Ngoài ra, nữ diễn viên Anne Thongprasom xuất hiện vai trò là Master Mentor của mùa giải này.
Chương trình phát sóng đầu tiên vào ngày 19 tháng 7 cùng năm.
Quán quân nhận được những giải thưởng sau:
- Ký hợp đồng diễn xuất và góp mặt trong những bộ phim của nhà sản xuất Kantana Group cũng như dự án của đài Channel 3.
- Xuất hiện trên trang bìa và trang biên tập cho tạp chí Hashtag Legend.
- Trở thành gương mặt đại diện cho TRESemmé & AHC Beauty.
- Trở thành đại sứ thương hiệu của Vaseline.
- Giải thưởng tiền mặt trị giá 1.000.000 THB.

## Thí sinh
(Tính theo tuổi khi còn trong cuộc thi)
| Thí sinh                   | Biệt danh | Tuổi | Huấn luyện viên | Bị loại | Thứ hạng |
| -------------------------- | --------- | ---- | --------------- | ------- | -------- |
| Tyra Lithiby               | Tyra      | 18   | Pancake         | Tập 2   | 15       |
| Sirada Ameleine Hounsome   | Amy       | 20   | Pancake         | Tập 3   | 14-13    |
| Venita Chansupasen         | Veniche   | 26   | Anntonia        | Tập 3   | 14-13    |
| Chloe Akkarima Haasewinkel | Rima      | 15   | Maria           | Tập 4   | 12-11    |
| Kaliya Niehus              | Lita      | 27   | Anntonia        | Tập 4   | 12-11    |
| Naphasakorn Chiaradisak    | Gail      | 24   | Maria           |         |          |
| Amanda Jensen              | Heidi     | 27   | Maria           |         |          |
| Melanie Marcar             | Mellamay  | 21   | Maria           |         |          |
| Thitinan Suesamrit         | Palmy     | 29   | Maria           |         |          |
| Kitchaya Wanpen            | Gwang     | 24   | Anntonia        |         |          |
| Thanyares Pholrachom       | Miu       | 21   | Anntonia        |         |          |
| Warisara Phatthanasoon     | Parker    | 28   | Anntonia        |         |          |
| Chalalai Marks             | Amie      | 23   | Pancake         |         |          |
| Bianca Nathamon Polak      | Bebe      | 16   | Pancake         |         |          |
| Napatsara Banluepromrat    | Phoom     | 23   | Pancake         |         |          |

## Bảng loại trừ
| Team Maria | Team Anntonia | Team Pancake |

| Thứ hạng              | Tập | Tập       | Tập     | Tập     | Tập       | Tập | Tập | Tập | Tập | Tập | Tập | Tập | Tập | Tập |
| Thứ hạng              | 1   | 2         | 3       | 4       | 5         | 6   | 7   | 8   |     |     |     |     |     |     |
| --------------------- | --- | --------- | ------- | ------- | --------- | --- | --- | --- | --- | --- | --- | --- | --- | --- |
| Chiến thắng thử thách | —   | Gwang     | Heidi   | Miu     | Heidi     | TBA | TBA | TBA |     |     |     |     |     |     |
| Gail                  | Qua | An toàn   | Thắng   | An toàn | Thắng     |     |     |     |     |     |     |     |     |     |
| Heidi                 | Qua | An toàn   | Thắng   | An toàn | Thắng     |     |     |     |     |     |     |     |     |     |
| Mellamay              | Qua | Nguy hiểm | Thắng   | An toàn | Thắng     |     |     |     |     |     |     |     |     |     |
| Palmy                 | Qua | An toàn   | Thắng   | An toàn | Thắng     |     |     |     |     |     |     |     |     |     |
| Miu                   | Qua | Thắng     | An toàn | An toàn | An toàn   |     |     |     |     |     |     |     |     |     |
| Gwang                 | Qua | Thắng     | An toàn | An toàn | Nguy hiểm |     |     |     |     |     |     |     |     |     |
| Parker                | Qua | Thắng     | An toàn | An toàn | An toàn   |     |     |     |     |     |     |     |     |     |
| Amie                  | Qua | An toàn   | An toàn | Thắng   | An toàn   |     |     |     |     |     |     |     |     |     |
| Phoom                 | Qua | An toàn   | An toàn | Thắng   | Nguy hiểm |     |     |     |     |     |     |     |     |     |
| Bebe                  | Qua | An toàn   | An toàn | Thắng   | An toàn   |     |     |     |     |     |     |     |     |     |
| Lita                  | Qua | Thắng     | An toàn | Loại    |           |     |     |     |     |     |     |     |     |     |
| Rima                  | Cứu | An toàn   | Thắng   | Loại    |           |     |     |     |     |     |     |     |     |     |
| Veniche               | Cứu | Thắng     | Loại    |         |           |     |     |     |     |     |     |     |     |     |
| Amy                   | Cứu | An toàn   | Loại    |         |           |     |     |     |     |     |     |     |     |     |
| Tyra                  | Qua | Loại      |         |         |           |     |     |     |     |     |     |     |     |     |

     Thí sinh chiến thắng thử thách theo nhóm
       Thí sinh chiến thắng thử thách theo cá nhân và nằm trong nhóm chiến thắng
      Thí sinh chiến thắng thử thách theo cá nhân và không phải nằm trong nhóm chiến thắng
     Thí sinh lọt vào Top nguy hiểm
     Thí sinh bị loại
     Thí sinh ban đầu bị loại nhưng được cứu bởi Master Mentor
     Thí sinh về nhì
     Thí sinh chiến thắng

## Mỗi tập

### Tập 1: Vòng tuyển chọn
Khởi chiếu: 19 tháng 7, 2025

### Tập 2: Catwalk trên sàn diễn hẹp với ý tưởng Trái Đất không phải là nhà để quảng bá sản phẩm TRESemmé
Khởi chiếu: 26 tháng 7, 2025
- Đội chiến thắng thử thách: Antonia
- Thí sinh chiến thắng thử thách: Veniche Venita
- Top 2 nguy hiểm: Mellamay malanie & Tyra Lithiby
- Thí sinh bị loại: Tyra Lithiby
- Khách mời: Kannarun Wongkajornklai, Thanawalai Watcharaphon, Dennis Karlsson, Cindy Bishop

### Tập 3: Don't fake
Khởi chiếu: 2 tháng 8, 2025
- Đội chiến thắng thử thách: Maria
- Thí sinh chiến thắng thử thách: Bebe Polak
- Top 2 nguy hiểm: Amy Hounsome & Veniche Venita
- Thí sinh bị loại: Amy Hounsome & Veniche Venita
- Khách mời: Nasit Wankhwan, Piyalert Baiyoke, Arachaporn Pokinpakorn

### Tập 4: Stay Strength
Khởi chiếu: 9 tháng 8, 2025
- Đội chiến thắng thử thách: Pancake
- Thí sinh chiến thắng thử thách: Amie
- Top 2 nguy hiểm: Lita & Rima
- Thí sinh bị loại: Lita & Rima
- Khách mời: Phornkamol Petchdasda, Sopon Gaethong, Chumni Thipmanee, Apiwat Yosprapan, Ornapa Krisadee, Sombatsara Teerasaroch